# Šport u 1899.
◄◄ | ◄ | 1896. | 1897. | 1898. | 1899.  | 1900. | 1901. | 1902. | ► | ►►
Arhitektura • Astronomija • Biologija • Film • Fotografija • Glazba • Kazalište • Kemija • Kiparstvo • Knjige • Književnost • Kršćanstvo • Meteorologija • Medicina • Planinarstvo • Politika • Pravo • Promet • Slikarstvo • Strip • Šport • Znanost • Zrakoplovstvo • Željeznički promet
Šport u 1899.

## Svijet

### Osnivanja
- SK Rapid Wien‎, austrijski nogometni klub
- Cercle Brugge KSV, belgijski nogometni klub
- Olympique de Marseille, francuski nogometni klub
- Ferencvárosi TC, mađarski nogometni klub
- Eintracht Frankfurt, njemački nogometni klub
- TSG 1899 Hoffenheim, njemački nogometni klub
- SV Werder Bremen, njemački nogometni klub
- FC Barcelona, španjolski nogometni klub
- Djurgårdens IF Fotboll, švedski nogometni klub
- A.C. Milan, talijanski nogometni klub
- Cardiff City F.C., velški nogometni klub

## Hrvatska i u Hrvata

### Rođenja
- 6. studenoga – Aleksa Spahić, atletičar († 1975.)

## Vanjske poveznice
|  | Zajednički poslužitelj ima još gradiva o temi Šport u 1899. |